# Pilumnoplax nitida
Pilumnoplax nitida är en kräftdjursart som beskrevs av Fenner A. Chace 1940. Pilumnoplax nitida ingår i släktet Pilumnoplax och familjen Goneplacidae. Inga underarter finns listade i Catalogue of Life.